# Divizia 51 Infanterie Honvéd (1916-1918)
Divizia 51 Infanterie Honvéd a fost una din marile unități tactice ale Forțelor de apărare regale maghiare din cadrul Armatei Austro-Ungare, participantă la acțiunile militare de pe frontul român, în timpul Primului Război Mondial. În această perioadă, a fost comandată de generalul Béla Tanárky. :pp. 184-185
În campania anului 1916 pe teritoriul României a luat parte la Bătălia de la Sibiu, Lupta de la Șinca, Lupta de la Sâmpetru, Bătălia de la Brașov și Lupta de la Predeal. :passim